# Hermann Cremer

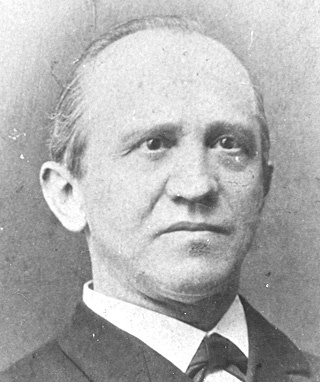
Hermann Cremer.

August Hermann Cremer, född 18 oktober 1834, död 4 oktober 1903, var en tysk teolog.
Cremer blev 1870 professor i systematisk teologi i Greifswald. Cremer hade stort inflytande både som universitetslärare och som teologisk författare. I striden om den Apostoliska trosbekännelsen utgav han två beaktade stridsskrifter mot Adolf von Harnack. Karaktäristisk för hans egen teologi är skriften Die paulinische Rechtfertigungslehre (1899, 2:a upplagan 1900). Känd är också hans Jenseits des Grabes (1868, 8:e upplagna 1823, svensk översättning 1884). Cremers vetenskapligt mest betydande arbete är Biblisch-theologisches Wörterbuch der neutestamentlichen Gräcität (1866, 11:e upplagan 1923).